# Feyzabad-e Kohneh
Feyzabad-e Kohneh (em persa: فيض ابادكهنه, também romanizada como Feyẕābād-e Kohneh e Feyzābād-e Kohneh; também conhecida como Faizābād, Feyẕābād, Feyzābād e Feyẕābād-e Soflá) é uma aldeia do distrito rural de Tirjerd, no condado de Abarkuh, na província de Yazd, Irã.
Segundo o censo de 2006, sua população era de 255 habitantes, em 68 famílias.